# S (音楽・芸能プロダクション)
S（エス）は、株式会社アリア・エンターテインメント芸能部Sの屋号。

## 概要
2007年、アーティストである佐藤ひろ美によって、これまでの経験を生かす音楽制作コーディネート・ディレクション業務を行う『株式会社S（エス、英: S inc.）』として設立された。
音楽制作に加え、2008年から芸能プロダクション業務も本格的に開始（元々の佐藤のマネージメントも行っていた）し、アーティスト飛蘭（現 Faylan）らが所属する。
2009年3月には、「株式会社S新人アーティストオーディション」を開催し、グランプリに新田恵海（現退所）を選出するが、声優としても活動していた佐藤の判断により、新田は最初、声優としてデビュー、マネージメント業務に声優も加わる。2010年より2022年まで所属していた蒼井翔太も声優兼アーティストとして活動した。
2015年に開催した「株式会社S新人オーディション」では、声優・声優アーティスト・アーティストの3部門で募集を行った。
社長の佐藤は、2016年12月をもってアーティストを引退、経営に専念している。
また、音楽プロデューサーの上松範康が代表・社長を務めるElements Gardenを擁する株式会社アリア・エンターテインメントは佐藤が取締役を務め、同じフロアにあり、Sの所属アーティストにElements Gardenがプロデュースまたは多くの楽曲を提供していたり、Elements Garden制作の他アーティスト提供曲デモ音源の仮歌をSの所属アーティストが担当、また2017年3月1日より上松が文化人としてSに所属し講演関係をマネジメントするなど、関連性が深い。
2024年4月1日付でアリア・エンターテインメントに吸収合併され、同社芸能部の屋号となった。

## 所属タレント
男性
- 安部瞬
- 大口真
- 坂上晶

女性
- Faylan
- 櫻川めぐ
- 各務華梨（S・響・エースクルー合同オーディション2019）
- 小日向美香
- 安雪璃
- 髙橋麻里
- 響野こひめ

ジュニア
- 藍村光
- 大原わかな
- 日下部未幸
- 小林妃沙貴
- 辻ノ彰真
- らんま

文化人
- 上松範康（音楽制作関係は従来通りアリア・エンターテインメント所属）
- 冨田明宏

### 過去に所属していたアーティスト・声優
男性
- 蒼井翔太（2022年10月15日をもって退所）
- 天野七瑠（第二回オーディション特別賞にて入所。2022年1月31日をもって退所、声優引退）
- 秋谷啓斗（現所属：EARLY WING）
- kayto（現所属：ケンユウオフィス）
- 鮎川太陽（2024年8月31日をもって退所）

女性
- 早乙女由香（スーパーシャークエンターテイメントに移籍後引退）
- μ
- 佐藤ひろ美（社長兼任、2016年いっぱいをもってアーティストを引退し社長業に専念）
- 新田恵海（第一回オーディション グランプリ）（現所属：ディファレンス）
- 倉知玲鳳

## プロデュースしたアーティスト
- 矢田みこ[5]

## ファンクラブ運営
- 運営（直営）しているファンクラブ
  - Faylanオフィシャルファンクラブ「Fay Family」
Faylan休業に伴い、2016年1月27日より一時休止していた。
- 過去に運営していたファンクラブ
  - 蒼井翔太オフィシャルファンクラブ「A☆happy lab.」
2016年3月1日付で音楽レーベルがキングレコード（KING AMUSEMENT CREATIVE）に移籍したことに伴い、同社との契約上の規程により、同日付でキングレコードへと移管（モストカンパニー委託）。
  - μオフィシャルファンクラブ「Comyunity」
2016年7月31日付での契約解除に伴い、8月31日付で終了。
  - 新田恵海オフィシャルファンクラブ「EmiRing◎」
2017年8月31日付での退所に伴い、10月2日付で新しい運営主体へ引き継がれた。
- その他
BEWE内に佐藤の個人ファンクラブ「ひろみたち。」が運営されていた。一度、「Sオフィシャルファンクラブ」に発展的解消で移行されたが、2015年9月末をもって終了、10月16日より佐藤以外4人（当時）の各所属アーティスト個人のオフィシャルファンクラブがS直営で設立され、入れ替わりでひろみたち。が再開された。アーティスト引退に伴い終了。

## S祭り
所属タレントが出演するイベント。
| 公演日         | タイトル                                                 | 会場                                             |
| -------------- | -------------------------------------------------------- | ------------------------------------------------ |
| 2014年8月13日  | S夏祭り                                                  | TSUTAYA O-EAST（東京都）                         |
| 2014年10月11日 | S秋祭りプチ in マチ★アソビ                               | 眉山林間ステージ（眉山山頂林間駐車場）（徳島県） |
| 2014年11月16日 | S秋祭り                                                  | 全2公演、あるあるYY劇場（福岡県）                |
| 2015年3月8日   | 王様ジャングル EXTRA07 with S冬祭り 〜ひろらじもあるよ〜 | 昼の部（トークショー）、ノルベサ（北海道）       |
| 2015年3月8日   | S冬祭り with 王様ジャングル 〜ハチ王子もくるよ！〜       | 夜の部（ライブ）、cube garden（北海道）          |
| 2015年8月16日  | S夏祭り2015                                              | 東京キネマ倶楽部（東京都）                       |
| 2015年12月26日 | S冬祭り2015                                              | 東京国際フォーラム ホールC（東京都）             |
| 2017年7月1日   | Sプチ祭り (Re:animation 10 DAY1 Special Stage)           | 潮風公園 太陽の広場（東京都）                    |
| 2017年12月29日 | ARIA冬祭り2017 × S冬祭り2017                             | 東京国際フォーラム ホールC（東京都）             |